# Velilla de Ebro
Velilla de Ebro là một đô thị ở tỉnh Zaragoza, Aragon, Tây Ban Nha. Theo điều tra dân số 2004 của Viện thống kê Tây Ban Nha (INE), đô thị này có dân số là 256 người. Diện tích đô thị này là 59,61 ki-lô-mét vuông. Đô thị này nằm ở độ cao 152 m trên mực nước biển.

## Biến động dân số
| 1991 |  | 1996 |  | 2001 |  | 2004 |
| ---- |  | ---- |  | ---- |  | ---- |
| 290  |  | 290  |  | 261  |  | 256  |